# ABS-CBN Corporation
ABS-CBN Corporation («Эй-би-эс-си-би-эн корпорейшн», полн. Alto Broadcasting System-Chronicle Broadcasting Network, широко известный как ABS-CBN или также известный как The Kapamilya Network) — ныне несуществующий филиппинский медиаконгломерат со штаб-квартирой в Кесон-Сити. Компания была образована в результате объединения Alto Broadcasting System (ABS) и Chronicle Broadcasting Network (CBN).

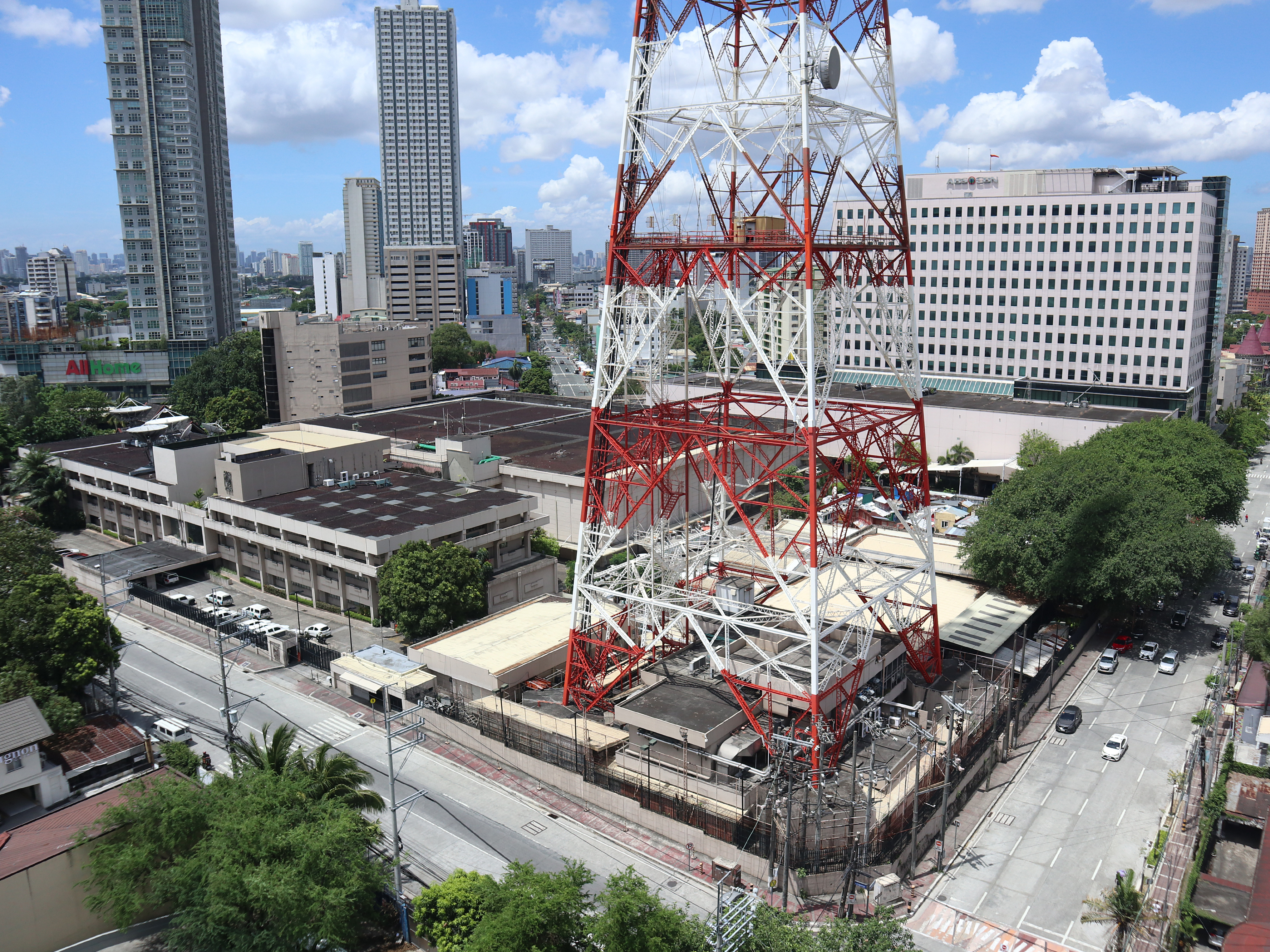
Здание радиовещательного центра ABS-CBN в Дилиман, Кесон-Сити.

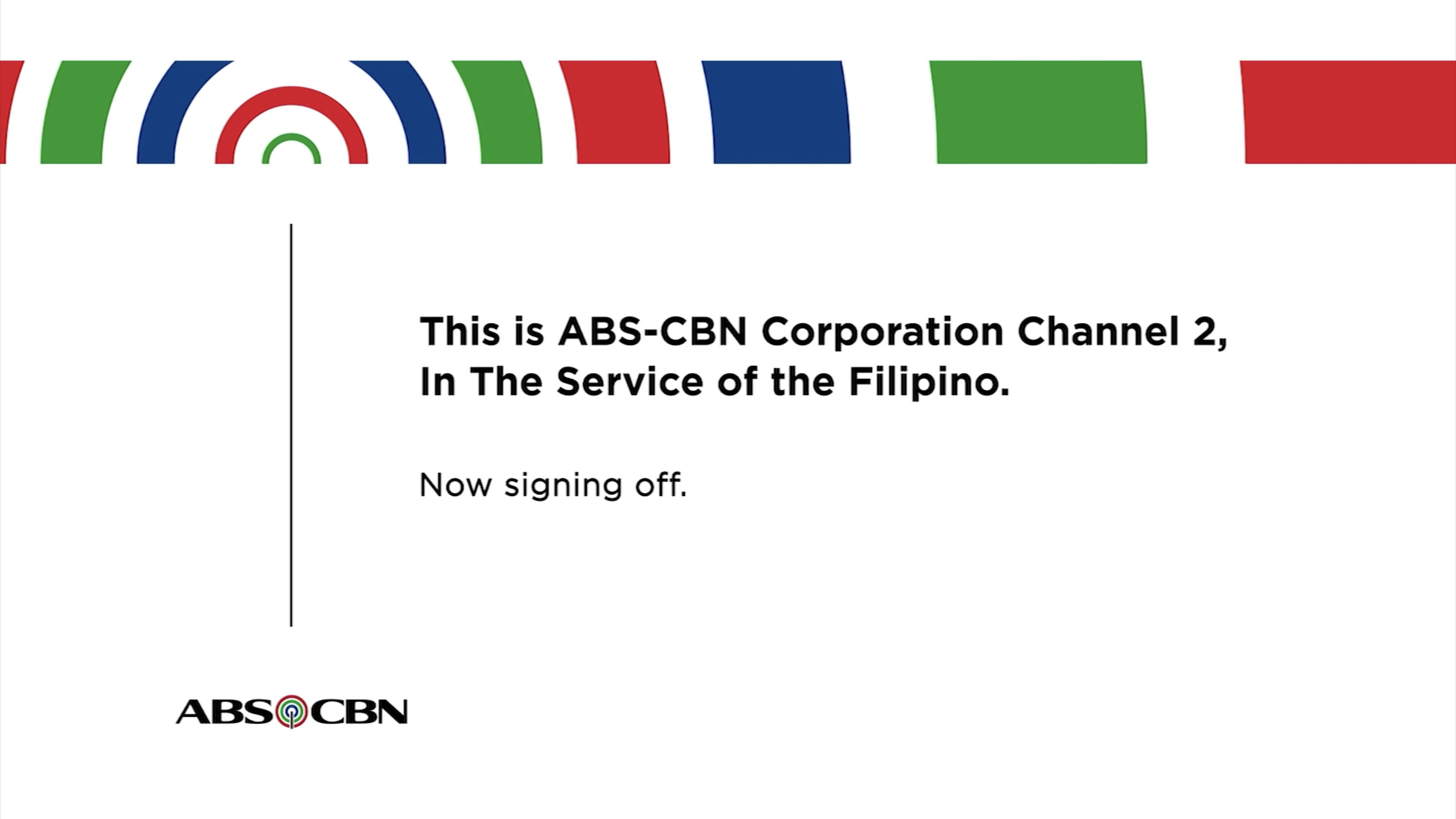
Последнее сообщение от ABS-CBN перед прекращением трансляции 5 мая 2020 года.

## История

### Истоки
Ядро корпорации ABS-CBN началось в 1946 году с Bolinao Electronics Corporation (BEC). BEC был основан Джеймсом Линденбергом, одним из отцов-основателей филиппинского телевидения, [13] американского инженера-электронщика, который занимался сборкой радиооборудования и радиовещанием. В то время самой крупной медиакомпанией была Manila Broadcasting Company (MBC), ведущей радиостанцией которой была DZRH. В 1949 году Джеймс Линденберг переключил Болинао на радиовещание с DZBC и в 1953 году руководил внедрением телевидения в стране.
В 1951 году Линденберг установил партнерские отношения с Антонио Квирино, братом тогдашнего президента Филиппин Эльпидио Квирино, чтобы попробовать свои силы в телевизионном радиовещании. В 1952 году BEC был переименован в Alto Broadcasting System или ABS (с фирменным названием Alto Sales Corporation). «Альт» был сокращением имен Квирино и его жены, Тони и Алели. Несмотря на то, что у них было мало денег и ресурсов, к июлю 1953 года ABS смогла установить свою телебашню и импортировать около 300 телевизоров. Первоначальные тестовые трансляции начались в сентябре того же года. Однако самая первая полномасштабная передача состоялась 23 октября 1953 года, когда в скромной обители Тони Квирино была устроена вечеринка. Телевизионная станция была известна как DZAQ-TV.

### Слияние

Логотип ABS-CBN с 1 февраля 1967 года по 21 сентября 1972 года, он все ещё используется на фасаде радиовещательного центра ABS-CBN

В свою очередь, 24 сентября 1956 года была организована Chronicle Broadcasting Network (CBN). Сеть, которая первоначально была сосредоточена только на радиовещании, принадлежала Дону Эудженио Лопесу-старшему и тогдашнему вице-президенту Филиппин Фернандо Лопесу, а позднее 19 апреля (или в июле) запустила свою собственную телевизионную станцию DZXL-TV), 1958. В 1957 году Дон Эухенио приобрел ABS у Квирино и Линденберга. Однако только 1 февраля 1967 года название корпорации было изменено на Радиовещательная корпорация ABS-CBN для отражения слияния. Ранее она называлась ABS-CBN Broadcasting Corporation, название было возвращено предшественнику сети, Bolinao Electronics Corporation или BEC, но марка ABS-CBN была впервые использована в 1961 году. В 1958 году новая штаб-квартира сети на бульваре Роксас были открыты, и все радио- и телевизионные операции были объединены в два здания: радиостанции в Хроническом корпусе на улице Адуана, Интрамурос, Манила, а также телевизионные операции в совершенно новом здании бульвара Роксас в городе Пасай.
В конце 1950-х годов сын дона Эухенио, Эухенио Лопес младший, увидел потенциал телевидения и радио, чтобы достичь и связать филиппинцев через архипелаг. К середине 1960-х годов сеть ABS стала ведущей радиопромышленности. В Маниле на таких станциях, как DZXL и DZAQ Radyo Patrol, работали такие журналисты, как Эрни Барон, Бон Лапира, Орли Меркадо, Джо Тарук, Марио Гарсия, Джун Рикафренте, Бобби Гуансон, Рей Лангит и другие радиостанции по всей стране. ABS также сделала прорыв в телеиндустрии, осуществив первую в стране цветную телевизионную трансляцию, первую спутниковую передачу (во время знаменательных событий, включая «Человек на Луне», крушение «Рубиновой башни», погребение Роберт Кеннеди и президентские выборы в США) и первое использование видеокассета, среди прочих. Тогда в нём приняли участие лучшие шоу, такие как «Your Evening with Pilita» и «Tawag ng Tanghalan», первое в стране комедийное шоу «Buhay Artista», первое филиппинское игровое шоу «What’s My Living» и первое шоу в полдень «Student Canteen». Он также был новатором в освещении выборов в марафоне в 1967 году, когда телевизионные и радиостанции сети транслировали обновления о выборах с точностью до 36 часов, что сделало его общенациональным.
15 июня 1961 года Эухенио Лопес младший построил первую провинциальную телевизионную станцию в Себу (из Мандауэ), которая транслировала 4 часа, а самая высокая в то время башня высотой 216 футов. В течение нескольких недель ещё одна телевизионная станция в Дагупане открыла свои двери, после чего в 1963 году были проведены первые трансляции на острове Негрос (через Баколод). В 1964 году у Западной Висайи появилась первая станция в городе Илоило, район Соччксарген, после чего был открыт собственный Региональный вокзал в 1965 году и Багио и Давао последовали его примеру в 1967 году.
Два года спустя первые тестовые цветные трансляции сети начались с помощью Радио Корпорации Америки (RCA). Цветное вещание началось в ноябре 1966 года, первое на Филиппинах и в Юго-Восточной Азии, так как сеть была помечена как «Первое в цветном телевидении», а полноцветное вещание началось в 1971 году на всех национальных телевизионных станциях.
18 декабря 1968 года ABS-CBN открыла свой новый вещательный центр на проспекте Бохол (переименованный в 1989 году в авеню сержанта Эсгерра) в Кесон-Сити, где он и по сей день стоит. В то время это был самый передовой объект такого рода в Азии. Станция снова сделала прорыв, используя первые прямые спутниковые передачи из-за рубежа, в первую очередь это была первая посадка на Луну в 1969 году и Летние Олимпийские игры 1968 года в Мексике годом ранее. Сеть пользовалась большой частью рейтингов и получила различные награды и признания от различных организаций. Сеть стала пионером первых общенациональных новостных передач в том же году.
К 1972 году сеть ABS-CBN владела и управляла двумя телевизионными станциями и 7 радиостанциями в Маниле, 14 радиостанциями и тремя телевизионными станциями в провинциях.

### Эра военного положения
Станция потерпела неудачу после объявления военного положения. В полночь 22 сентября 1972 года, на следующий день после объявления военного положения, ABS-CBN и его филиалы были захвачены. Эухенио Лопес младший, президент компании, был заключен в тюрьму и содержался без суда в течение пяти лет, пока он и его сокамерник Серхио Осменья III не начали дерзкий побег из тюрьмы в 1977 году и не искали убежища в США вместе со своими семьями. Сама сеть была передана Роберто Бенедикту, президентскому союзнику, который использовал Центр вещания на проспекте Бохола, который затем был переименован в «Broadcast Plaza», как дом MBS-4 (теперь известный как People's Television Network или PTV-4)). Канал 2 позже будет перезапущен как Banahaw Broadcasting Corporation (BBC-2) с совершенно новым логотипом, слоганом и тематической песней от Хосе Мари Чана под названием «Большая красивая страна», исполненной различными исполнителями. BBC-2 позже переехал в новую штаб-квартиру в Broadcast City (также в Дилиман, Кесон-Сити) в 1978 году. Радиостанции сети также пострадали от BBC и Radio Philippines Network, управляющих несколькими станциями.

### Захват Broadcast Plaza (MBS-4)
В разгар революции народной власти военные реформисты, полагая, что телевидение станет мощным инструментом для помощи революции, напали и захватили радиовещательный центр ABS-CBN. 24 февраля 1986 года бывшие таланты ABS-CBN вернули станцию в эфир и передали по телевидению драму разворачивающегося восстания, тем самым способствуя его росту. BBC-2, с другой стороны, прекратил свою деятельность после того, как реформисты отключили свой передатчик на следующий день, когда частота канала 2 была передана Лопесам 16 июля 1986 года.

### Возрождение и рост

Логотип ABS-CBN с 14 сентября 1986 года по 31 декабря 1999 года

28 февраля 1986 года, после революций, Эухенио Лопес младший вернулся в страну после самостоятельного изгнания в США и начал восстанавливать то, что осталось от станции после революций. Восстановление было трудным, а ресурсы были низкими, следовательно, бывшие сотрудники ABS-CBN Фредди Гарсия, Бен Анисето и Ролли Крус были привлечены для доработки программы станции. Таким образом, канал начал ретрансляцию для зрителей ещё раз, начиная с 14 сентября того же года. Анисето, который работал программным директором по радио и телевидению в сети и руководителем станции 2-го канала в 1970-х годах, был первым вице-президентом и генеральным менеджером ABS-CBN после открытия сети с 1986 по 1987 год.
1 марта 1987 года канал 2 был перезапущен в прямом эфире с музыкальной программой «The Star Network: Ang Pagbabalik ng Bituin» (Возвращение звезды), которая отмечена новым тогда числовым логотипом канала с двумя тремя лентами с белым ромбовидная звезда (с 1988 по 1993 год ленты были трехцветными в красном, зелёном и синем) как центральный элемент возрождения сети. К 1988 году ABS-CBN восстановил свои позиции в рейтингах филиппинского телевидения с последнего места (номер пять) до первого места в национальном масштабе — в результате ребрендинга.
В течение года ABS-CBN также усилил свои новостные программы с помощью TV Patrol, поставленного на якорь командой читателей, в которую вошли бывший вице-президент Ноли де Кастро, Мел Тианко, Фрэнки Евангелиста и Анжелика Лазо, а покойный Эрни Барон рассказал об этом. ежедневный прогноз погоды. Затем последовали другие авторитетные новостные программы, такие как Magandang Gabi, Bayan и Hoy Gising!. Развлекательные программы ABS-CBN также были обновлены сериями, которые ранее транслировались на RPN 9 и IBC 13, в том числе Eat Bulaga!, Okey Ka Fairy Ko!, Шэрон Кунета Шоу и Coney Reyes on Camera, создавая оригинальный контент, который включал в себя драматический спектакль «The Maricel Soriano Drama Special», «Палибхаса Лалаке» и «Дом вдоль да Райлза». Ещё одна особенность его возвращения к вершине рейтингов — показ японских игровых сериалов жанров сэнтай и токусацу Bioman, Goggle V Gavan и Shaider, последней из когда-либо вышедших в эфир программ токусацу на английском и филиппинском языках на филиппинском телевидении целиком (после частичного показа по RPN). Первые показы дублированного на филиппинский язык аниме другой сетью начнутся только в переходный период к 1990-м годам, а показанный ABS-CBN в 1987 году Hikari Sentai Maskman был первым в истории сэнтаем, дублированным на филиппинском языке.
Через несколько месяцев после перезапуска в Маниле возрожденная сеть также перезапустила региональные программы и вещание, начиная с Багио, Себу, Баколод и Давао (а затем и в Замбоанге и Кагаян-де-Оро). В течение 1990-х сеть также помогла открыть новые станции в других частях страны, в то же время открывая станции, которые использовались ранее.
В январе 1989 года ABS-CBN начал переход на спутниковое вещание, что позволило всей стране одновременно смотреть одни и те же программы. Это был также тот самый год, когда сеть начала международные трансляции на Гуам и Сайпан, в северных Марианских островах, также через спутник, ещё один первый раз для филиппинского и азиатского телевидения. В то же время сеть стала увеличивать количество местных телепрограмм, которые транслируются и производятся.
Постепенно станция начала свой путь к финансовому оздоровлению, которого она достигла к 1990 году, регулярно завоевывая около 70 % рынка. В 1992 году был основан Центр талантов ABS-CBN (ныне Star Magic), а в 1993 году ABS-CBN запустил киностудию Star Cinema, поскольку компания начала диверсифицировать свою деятельность. В 1995 году был выпущен лейбл Star Records (сейчас Star Music). В том же году ABS-CBN также запустил собственный веб-сайт ABS-CBN.com, первую филиппинскую телевизионную сеть во всемирной паутине. Он был создан ИТ-отделом Internet Media Group. (IMG, которая впоследствии стала ABS-CBN Interactive до своего слияния в 2015 году) 30 марта 1998 года корпорация ABS-CBN Holdings Corporation была зарегистрирована как Worldtech Holdings Corporation, для основной цели выпуска Филиппинской депозитарной расписки (PDR) и приобретения и владение акциями корпорации ABS-CBN. Его филиппинская депозитарная расписка (PDR) торгуется на Филиппинской фондовой бирже под тикером ABSP.
Джин Лопес умер от рака 29 июня 1999 года в США. Это произошло за шесть месяцев до того, как сеть отпраздновала тысячелетие, представив новый логотип и открыв свой передатчик Millennium Transmitter на территории корпорации, что привело к более четкому сигналу для её теле- и радиостанций в Меганиле.
В 2002 году компания Finance Asia оценила ABS-CBN как восьмую компанию с лучшим управлением на Филиппинах в своем опросе «Лучшие компании Азии 2002» Опрос охватывает результаты деятельности ведущих компаний в 10 странах Азии. Финансы Азии опросили институциональных инвесторов и аналитиков акций для этого опроса.
27 мая 2010 года конгломерат исключил слово «Broadcasting» из своего корпоративного названия, изменив его с «ABS-CBN Broadcasting Corporation» на «ABS-CBN Corporation».

### Расширение
С 1990-х годов ABS-CBN распространился на различные успешные медиа-и развлекательные предприятия, такие как развитие талантов и управление с помощью Star Magic, производство фильмов и телевизионных передач и распространение с Star Cinema, запись музыки и видео, публикация и распространение с Star Music, печать и публикация с ABS-CBN Publishing, новые медиа с ABS-CBN Digital Media, платное телевидение с Creative Programs, международная телевизионная дистрибуция с ABS-CBN Global, телекоммуникации с ABS-CBN Convergence, международный шлюз Сан-Франциско и Sky Cable спортивные программы с ABS-CBN Sports, постпродакшн с RoadRunner, который был распущен в 2013 году, домашние телевизионные покупки с O Shopping и тематический парк с Play Innovations.
24 сентября 1994 года ABS-CBN подписал историческое соглашение с PanAmSat о предоставлении первой транстихоокеанской азиатской программы примерно двум миллионам филиппинских иммигрантов в США. Эта сделка позже родила «The Filipino Channel» (TFC), который теперь доступен по всему миру.
Компания также объединила свои программы для международной аудитории через свое подразделение ABS-CBN International Distribution. Среди программ, завоевавших популярность за рубежом, — «Обещай мне», «Долгое ожидание», «Лобо», «Шансы», «Время для нас» и «Будь осторожен с моим сердцем».
Компания потерпела неудачу в индустрии онлайн-игр на Филиппинах через свою ныне не существующую дочернюю компанию ABS-CBN Multimedia, Inc. Дочерняя компания была владельцем Get Amped и Amped Casual Games, филиппинского оператора Tantra Online, War Rock, Cronous, Ragnarök Online и PopCap Games. Другим провальным предприятием стало соглашение на 5 миллионов долларов с уже не существующим сайтом социальной сети Multiply.
В 2005 году ABS-CBN International приобрела у компании Loral Space & Communications телекоммуникационную портовую компанию San Francisco International Gateway из Ричмонда, штат Калифорния, США. Сан-Франциско Интернешнл Шлюз предоставляет услуги спутниковой связи через 2,5 акра объекта, состоящего из 19 спутниковых антенн и 9 модульных корпусов оборудования.
В 2007 году ABS-CBN International запустила Myx TV (на базе филиппинского музыкального канала Myx), первый и единственный азиатско-американский молодёжный музыкальный канал в Соединенных Штатах. Позже он был переформатирован в 2011 году, чтобы стать общим развлекательным каналом, предназначенным для американцев азиатского происхождения.
В 2008 году ABS-CBN International открыла свою современную студию в Редвуд-Сити, штат Калифорния.

### СетьKapamilya

Логотип ABS-CBN с 1 января 2000 года по 31 декабря 2013 года

В 2003 году, во время 50-летия филиппинского телевидения, ABS-CBN представила свою нынешнюю марку «Kapamilya» (буквально означает «член семьи»).
Её международное подразделение ABS-CBN Global Ltd. планирует провести первичное публичное размещение акций в следующем году и может разместить на Сингапурской фондовой бирже, чтобы помочь финансировать свои планы расширения.
В 2003 году сеть отпраздновала свою золотую годовщину. Сеть провела свой Kapamilya Homecoming, который собрал более 4000 бывших сотрудников и талантов для великого воссоединения на территории комплекса ABS-CBN на проспекте Бохол, Кесон-Сити. Сеть также запустила рекламную кампанию под названием «Охота за сокровищами», где людям было предложено принести свои самые старые телевизоры, радиоприемники, микрофоны и плакаты. Сеть также отметила свое 16-летнее господство в телевизионных рейтингах, 13 из которых были включены в Топ-15 ежедневных программ на телевидении. ABS-CBN также запустил несколько новых шоу, таких как «Сад падающих звёзд». Компания также провела общенациональный караван, демонстрируя таланты сети.
19 октября 2003 года сеть провела месячное празднование 50-летия ABS-CBN и филиппинского телевидения. Станция выпустила два памятных документальных фильма о вкладе станции в новости и развлечения. Са Мата нг Балита заключил в себе некоторые из самых незабываемых, самых замечательных и самых знаменитых ориентиров за последние 50 лет, что отражено в телевизионных новостях. 50 Таонг Лигаван: «Телевизионная история Pinoy», с другой стороны, был первым обширным телевизионным документальным фильмом, посвященным истории филиппинского телевидения и эволюции филиппинских развлечений. В финале праздника радиовещательный гигант завершил свое 50-летие захватывающей феерией, получившей название «Kapamilya: ABS-CBN at 50», проводимой в Филиппинском международном конференц-центре (PICC) в городе Пасай. Он был провозглашен одним из крупнейших медиа-событий года. Сеть под руководством Лопеса развернула красную ковровую дорожку, чтобы приветствовать своих высокопоставленных гостей из бизнеса, рекламы и средств массовой информации, политики, членов дипломатического сообщества, со многими светилами общества и блестящими. Ценные друзья и сторонники сети на протяжении пяти десятилетий также присутствовали на этом грандиозном мероприятии. Официальный идентификатор 50-летней станции сети получил награду за выдающиеся достижения в 2004 году на фестивале «Золотое перо».

### Последние достижения
В 2008 году ABS-CBN отметила 55-летний юбилей филиппинского телевидения. Также был запущен новый номер станции под названием «Beyond Television». Юбилейный телевизионный штепсель изображает рост ABS-CBN из небольшой телевизионной станции, которая началась в 1953 году, в медиа-конгломерат, имеющий бизнес за пределами телевидения. Также в этом году The Wall Street Journal Asia оценила ABS-CBN как 7-ю наиболее востребованную компанию Филиппин и 3-ю в категории «Инновация» за свои инновации в интернет-телевидении с ныне несуществующей TFC Now! оказание услуг.
26 апреля 2009 года ABS-CBN является единственной медийной компанией, которая была названа одной из 15 крупнейших компаний в области корпоративного управления в стране, о чём свидетельствует ежегодный опрос Института корпоративных директоров (ICD). Это была единственная медиа-компания, набравшая 90 % и более баллов в Системе корпоративного управления 2008 года, опросе по практике корпоративного управления среди 172 публичных компаний в стране.
1 января 2013 года Чаро Сантос-Консио был назначен новым генеральным директором компании, сменив Габби Лопеса. Лопес остается председателем компании.
28 мая 2013 года ABS-CBN через свою дочернюю компанию ABS-CBN Convergence, Inc. (ранее известную как Multi-Media Telephony, Inc.) подписала соглашение о совместном использовании сети с Globe Telecom для новой услуги мобильной телефонной связи в стране. Соглашение включает в себя совместное использование активов, включая коммутаторы, вышки, серверы и частоты. Ожидается, что ABS-CBN потратит от 2 до 3 миллиардов песо в течение следующих двух лет на развитие своего телекоммуникационного бизнеса. План был утвержден Национальной комиссией по телекоммуникациям и теперь работает как ABS-CBNmobile. Однако он прекратил свою деятельность 30 ноября 2018 года, после того как ABS-CBN и Globe Telecom решили не продлевать свое соглашение о совместном использовании сети после того, как оценили свою мобильную бизнес-модель как финансово неустойчивую. Обе компании сохранят приверженность партнерству в обмене контентом с использованием существующих ресурсов.
В июле 2013 года ABS-CBN начала разработку семейного развлекательного центра KidZania Manila (который открылся 7 августа 2015 года) в Бонифачо Глобал Сити в Тагиге.
30 мая 2014 года компания ABS-CBN и её нынешний президент и исполнительный директор Чаро Сантос-Консио получили награду «Золотой Стиви» в номинации «Компания года в категории» Услуги «- Филиппины и женщина года» на Азиатско-тихоокеанском конкурсе Стиви, проходившем в отеле Lotte, Сеул, Республика Корея. ABS-CBN также получила заслуженную награду Gold Stevie Awards в номинации «Компания года — Медиа и развлечения» на 11-й ежегодной Международной бизнес-премии (IBA), которая состоялась в Париже, Франция, 10 октября. В результате победы ABS-CBN также выиграл награду People’s Choice Stevie за избранные компании в категории «СМИ и развлечения» на основе голосования,, в то время как их председатель Эугенио Лопес III получил награду за достижения в жизни от KBP.
19 марта 2015 года компания Finance Asia оценила ABS-CBN как третью лучшую компанию со средней капитализацией на Филиппинах. ABS-CBN — единственная филиппинская медиакомпания, включенная в список лучших компаний Азии 2015 года по версии Finance Asia. Также в этом году ABS-CBN был включен в отчет «Лучшие компании» за 2015 год на сайте JobStreet.com, который оценивает лучших работодателей страны. ABS-CBN занимает 7 место в списке.
1 января 2016 года Карло Катигбак был назначен новым президентом и главным исполнительным директором компании, сменив на этом посту Чаро Сантос-Кончо, который достиг её обязательного пенсионного возраста 60 лет. недавно созданного Университета ABS-CBN и исполнительного советника председателя компании. Месяц спустя сеть также объявила о назначении главы эфирного телевидения Марии Сокорро Виданес на должность главного операционного директора радиовещания ABS-CBN с 1 февраля 2016 года.
В 2016 году ABS-CBN стала единственной медийной компанией, вошедшей в десятку лучших компаний 2016 года JobStreet.com в рейтинге Филиппин под номером 10 Эти компании выбраны JobStreet.com как «самые желанные работодатели» в стране.
19 апреля 2018 года, во время ежегодного собрания акционеров компании, совет директоров ABS-CBN проголосовал за и избрал Эухенио «Габби» Лопес III почетным председателем, а его двоюродного брата, директора по технологиям Мартина «Марк» Лопес своим преемником Председатель сети. Габби Лопес станет вторым руководителем, который будет избран почетным председателем, сменив его покойного отца, Эухенио Лопеса младший.
5 мая 2020 года корпорации ABS-CBN было приказано остановить теле- и радиовещание, официальная причина — истечение 25-летней лицензии на вещание.

## Брендинг
Логотип ABS-CBN состоял из трех основных элементов: вертикальной линии, укорененной в горизонтальном начале, трех расширяющихся кругов и текста ABS-CBN. Вертикальная линия или полоса представляла башню (башню радиовещания), а также символизировала компанию и представляла её основной бизнес радиовещания, причем кружки символизировали сигналы башни передатчика и представляли красный, зелёный и синий цвета, которые составляли показанный пиксель по телевизору. Три раздела Филиппин, Лусон, Висайи и Минданао, также обозначены тремя кругами, а также его широким присутствием, «диапазоном для воображения» и его «новаторским, охватывающим» духом.
Уникальной особенностью логотипа ABS-CBN являлась то, что он также имеет горизонтальную версию, обычно используемую для экономии места, поскольку основной вертикальный логотип обычно занимал больше места, чем горизонтальный. Горизонтальная версия логотипа содержала текст ABS-CBN, разделенный на две части, «ABS» и «CBN», без черты, соединяющей их, и символический символ ABS-CBN, зажатый между ними.
Первым логотипом, имеющим горизонтальную версию с таким дизайном, был логотип, выпущенный в 1986 году, когда они возобновили свою деятельность после 14 лет гибернации в условиях военного положения и авторитарного правления Маркоса. С 1986 по 2014 год элементы горизонтального логотипа, текста и символа были одинакового размера. В версии горизонтального логотипа 2014 года символ ABS-CBN был сжат между ними немного больше, чем названия ABS (Alto Broadcasting System) и CBN (Chronicle Broadcasting Network).

## Телеканалы

### Национальный
Текущий:
- A2Z (принадлежит Zoe Broadcasting Network по соглашению о блокировке с ABS-CBN)
- ABS-CBN News Channel
- Cine Mo!
- Cinema One
- Jeepney TV
- Kapamilya Channel
- Knowledge Channel
- Metro Channel
- Myx
- PIE (в совместном владении с Broadcast Enterprises and Affiliated Media)
- TeleRadyo Serbisyo (в совладении с Prime Media Holdings)

Бывший:
- ABS-CBN
  - DWWX-TV (Метро Манила)
  - D-3-ZO-TV (Багио)
  - DZAD-TV (Батангас)
  - DYPR-TV (Пуэрто-Принсеса)
  - DZNC-TV (Нага)
  - DYAF-TV (Илоило)
  - DYXL-TV (Баколод)
  - DYCB-TV (Себу)
  - DYAB-TV (Таклобан)
  - DXCS-TV (Кагаян-де-Оро)
  - DXAS-TV (Давао)
  - DXZT-TV (Генерал Сантос)
  - DXLL-TV (Замбоанга)
- ABS-CBN Regional Channel
- ABS-CBN Sports and Action
  - DWAC-TV (Метро Манила)
  - DYAC-TV (Себу)
  - DXAB-TV (Давао)
  - DXFH-TV (Замбоанга)
- Asianovela Channel
- Balls
- CgeTV
- DZMM TeleRadyo / TeleRadyo
- DYAB TeleRadyo (Себу)
- DXAB TeleRadyo (Давао)
- Hero
- Lifestyle Network
- Liga
- Maxxx
- Movie Central
- O Shopping
- Studio 23
- Tag
- Velvet
- Yey!

### Международный
Текущий:
- ANC Global
- Cinema One Global
- Cine Mo! Global
- Myx Global
- Teleradyo Serbisyo Global
- The Filipino Channel

Бывший:
- ABS-CBN Sports and Action International
- Bro
- Kapamilya Channel (международный канал)
- Lifestyle Network (США)
- Pinoy Central TV

## Радиостанции
Текущий:
- DWPM Radyo 630 (Метро Манила) (в совладении с Prime Media Holdings)
- MOR Entertainment
- MyxRadio

Бывший:
- My Only Radio
  - MOR 101.9 My Only Radio For Life! (Метро Манила)
  - MOR 101.1 My Only Radio MORe Na Ron! (Давао)
  - MOR 103.1 My Only Radio Dayta Ah! (Багио)
- MOR 101.5 My Only Radio Sikat! (Баколод)
- MOR 99.9 My Only Radio Sikat! (Пуэрто-Принсеса)
- MOR 93.5 My Only Radio Yan ang MORe! (Нага)
- MOR 93.9 My Only Radio Pirmi Na! (Легаспи)
- MOR 94.3 My Only Radio Araratan! (Дагупан)
- MOR 94.3 My Only Radio Sikat! (Таклобан)
- MOR 91.1 My Only Radio Abaw Pwerte! (Илоило)
- MOR 97.1 My Only Radio Lupig Sila! (Себу)
- MOR 98.7 My Only Radio Nah Ese Vale! (Замбоанга)
- MOR 91.9 My Only Radio Chuy Kay' Bai! (Кагаян-де-Оро)
  - MOR 95.5 My Only Radio Ditoy Latta! (Лаоаг)
  - MOR 92.7 My Only Radio For Life! (Генерал-Сантос)
  - MOR 95.1 My Only Radio For Life! (Котабато)
  - MOR 99.7 My Only Radio For Life! (Софронио-Эспаньола)
  - MOR 91.3 My Only Radio For Life! (Исабела)
- Radyo Patrol
  - DZMM Radyo Patrol 630 (Метро Манила)
  - DYAP Radyo Patrol 765 (Палаван)
  - DYAB Radyo Patrol 1512 (Себу)
  - DXAB Radyo Patrol 1296 (Давао)

## Интернет
- ABS-CBN.com
- ABS-CBNnews.com
- Filipino On Demand
- iWantTFC
- Kapamilya Online Live
- MOR TV

## Дочерние компании
- ABS-CBN Center for Communication Arts, Inc. (Star Magic)
- ABS-CBN Convergence
  - ABS-CBN TV Plus
- ABS-CBN Digital Media
- ABS-CBN Film Productions, Inc.
  - Star Cinema
    - Star Creatives

  - Black Sheep
- ABS-CBN Foundation, Inc.
- ABS-CBN Global Ltd.
  - ABS-CBN Australia Pty. Ltd.
  - ABS-CBN Canada, ULC
  - ABS-CBN Global Hungary Kft.
  - ABS-CBN Japan, Inc.
  - ABS-CBN Middle East Free Zone LLC
  - ABS-CBN Middle East LLC
  - ABS-CBN Global Netherlands B.V.
- ABS-CBN International
- ABS-CBN Publishing, Inc.
- ABS-CBN Theme Parks & Resorts
- ACJ O Shopping Corporation
- Creative Programs, Inc.
- Dreamscape Entertainment
- MediaSerbisyo Corporation
- Play Innovations, Inc.
  - Play Innovations Hungary Kft.
- Roadrunner Network, Inc.
- Sarimanok News Network, Inc.
- Sky Cable Corporation
  - Sky Cable
  - Destiny Cable
- Star Creatives Group
- Star Home Video
- Star Recording, Inc.
  - Star Music
  - Star Songs, Inc.

## Подразделения
- ABS-CBN Film Archives
- ABS-CBN Licensing
- ABS-CBN News and Current Affairs
- ABS-CBN Regional
- ABS-CBN Sports
- ABS-CBN Studios
- Cable Channels and Print Media Group
- Creative Communications Management Group
- Manila Radio Division
- Star Entertainment Group